# 埃德·布拉德利

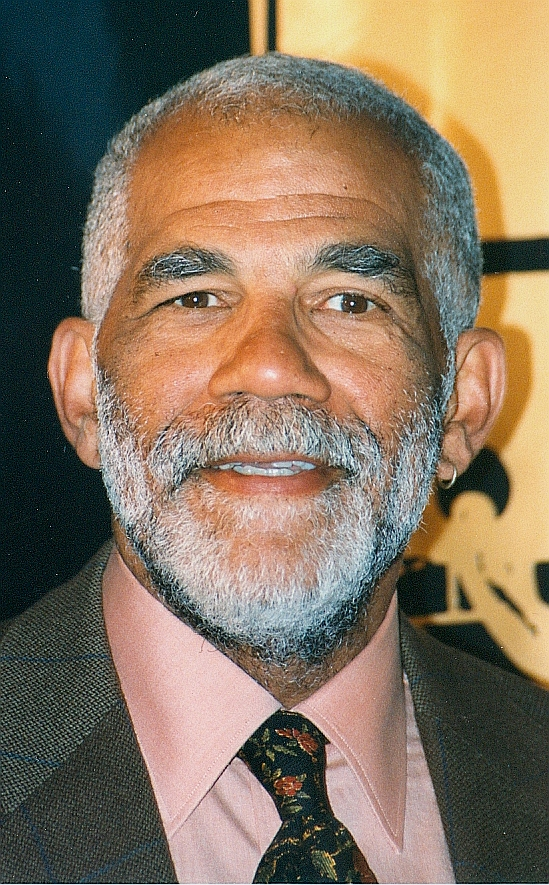
埃德·布拉德利

埃德·布莱德利 (Edward Rudolph Bradley Jr.，1941年6月22日 - 2006年11月9日) 是一位美国记者和新闻主播。
他曾以哥伦比亚广播公司新闻的特约记者的身份报道巴黎和平協約的簽署。1972 年，他调往越南报道越南战争和柬埔寨內戰。他也是哥伦比亚广播公司新闻第一位非裔駐白宮记者。
他曾獲得皮博迪獎和艾美奖。 2006年，埃德·布拉德利因白血病去世。